# 愛沙尼亞歷史博物館

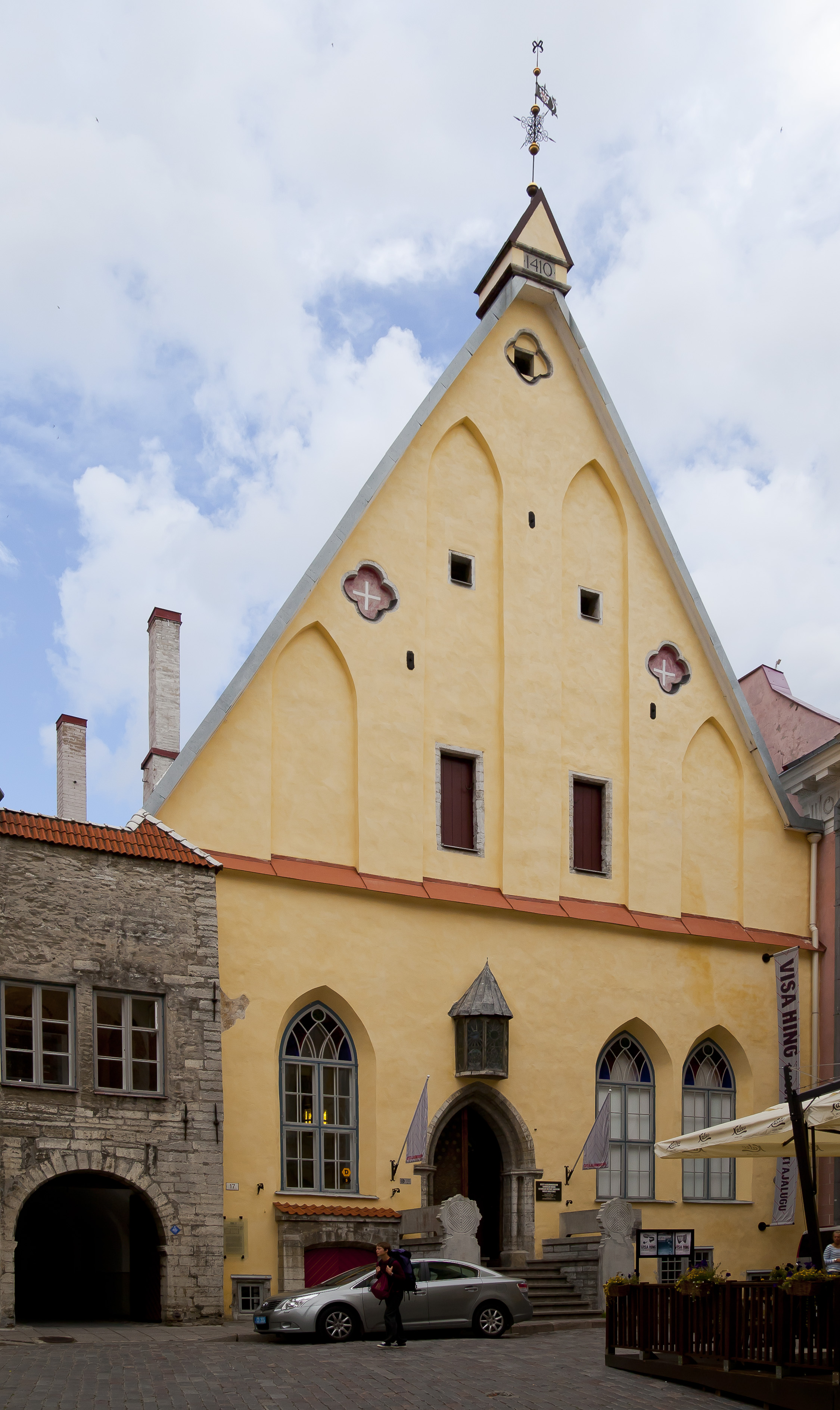
博物馆的馆址之一大行会厅

愛沙尼亞歷史博物館是位於愛沙尼亞首都塔林的一座有关爱沙尼亚历史的博物館，創建於1987年。愛沙尼亞歷史博物館有四个馆址，其中之一为大行会厅。

## 外部連結
- 官方网站

59°27′09″N 24°48′37″E / 59.452503°N 24.810401°E